# شاهین یارمحمدی
شاهین یارمحمدی (زادهٔ ۲۶ فروردین ۱۳۵۷ در تهران)، تدوینگر و صداگذار اهل ایران است.
شاهین یارمحمدی فارغ‌التحصیل کارشناسی نقاشی از دانشگاهٔ آزاد از سال ۱۳۷۸ با تدوین مستندهای کوتاه و فیلم‌های کوتاه و هم چنین برنامه‌های ترکیبی تلویزیون کار خود را شروع کرد و همزمان با تدوین، صداگذاری را به شکل حرفه‌ای دنبال کرد و توانست در تدوین و صداگذاری با کارگردان‌های همچون: علی عطشانی، امیر قویدل، کیانوش عیاری، داریوش فرهنگ، عبدالله باکیده کار حرفه‌ای خود را شروع کند.

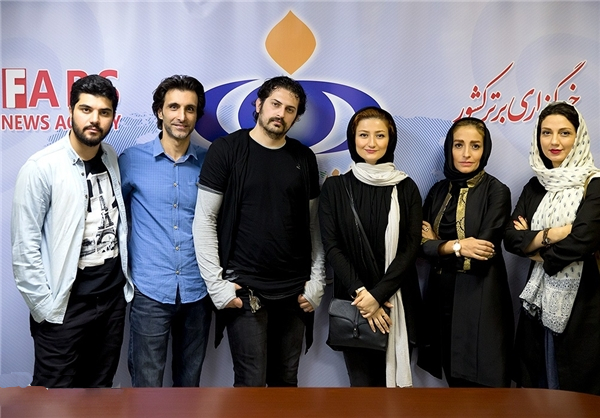

## تدوین
- «ترانه عاشقانه برایم بخوان» به کارگردانی «مهرداد غفارزاده» (۱۳۹۷)
- «روی خط صفر» به کارگردانی «مهرداد غفارزاده» (۱۳۹۷)
- «آینه شیطان» به کارگردانی «فرید ولی‌زاده» (۱۳۹۷)[۱]
- «ما خیلی باحالیم (فیلم)» به کارگردانی «بهمن گودرزی» (۱۳۹۶)
- «ثبت با سند برابر است» به کارگردانی «بهمن گودرزی» (۱۳۹۵)
- «زار» به کارگردانی «نیما فراهی» (۱۳۹۵)[۲]
- «شام عاشقانه سه نفره» به کارگردانی «جواد مزدآبادی» (۱۳۹۵)
- «پارادایس (فیلم)» به کارگردانی «علی عطشانی» (۱۳۹۴)
- «گاهی» به کارگردانی «محمدرضا رحمانی» (۱۳۹۴)
- «دربست (فیلم)» به کارگردانی «علی خامه‌پرست» (۱۳۹۳)
- «دریا و ماهی پرنده» به کارگردانی «مهرداد غفارزاده» (۱۳۹۳
- «آتیش بازی» به کارگردانی «بهمن گودرزی» (۱۳۹۲)
- «نقش نگار» به کارگردانی «علی عطشانی» (۱۳۹۲)
- «گورداله‌وعمه‌غوله» به کارگردانی «نادره ترکمانی» (۱۳۹۱)
- «آقای الف» به کارگردانی «علی عطشانی» (۱۳۹۱)
- «مامان بهروز منو زد» به کارگردانی «عباس مرادیان» (۱۳۹۰)
- فیلم تلویزیونی «گنگ خواب دیده» به کارگردانی «علی عطشانی» (۱۳۹۰)[۳]
- سریال تلویزیونی «سه دونگ سه دونگ» به کارگردانی «شاهد احمدلو» (۱۳۹۰)[۴]
- «در امتداد شهر» به کارگردانی «علی عطشانی» (۱۳۸۹)
- فیلم تلویزیونی «مسیر آسمان» به کارگردانی «علی عطشانی» (۱۳۸۹)[۵]
- فیلم سینمایی ویدئویی «رفیق فابریک» به کارگردانی «علیرضا نجف‌زاده» (۱۳۸۹)[۶]
- «دموکراسی تو روز روشن» به کارگردانی «علی عطشانی» (۱۳۸۸)
- «مدیوم (فیلم)» به کارگردانی «علی توکل‌نیا» (۱۳۸۷)
- فیلم تلویزیونی «بازتاب» به کارگردانی «عبدالله باکیده» (۱۳۸۷)[۷]
- «پوست موز» به کارگردانی «علی عطشانی» (۱۳۸۶)[۸]

## صداگذار
- اصلاً جور در نمیاد (۱۳۹۲)
- در امتداد شهر (۱۳۸۹)
- سریال تلویزیونی «شمس العماره» (۱۳۸۸)
- سریال تلویزیونی «روزگار قریب» (۱۳۸۷)
- سریال تلویزیونی «راه شب» (۱۳۸۵)

## تروکاژ
- دموکراسی تو روز روشن (۱۳۸۸)